# Tomáš Kopřiva
Tomáš Kopřiva (* 8. února 1956 Šumperk) je český vysokoškolský manažer a kvestor Univerzity Palackého v Olomouci, po sametové revoluci československý politik a poslanec Sněmovny lidu Federálního shromáždění za Občanské fórum, později za ODS, bývalý ředitel ČTK.

## Biografie
Vystudoval Vysokou školu chemicko-technologickou v Praze. V 80. letech působil jako výzkumný pracovník ve Výzkumném ústavu pro farmacii a biochemii Praha, detašované pracoviště Olomouc. Od roku 1990 pracoval na postu zástupce šéfredaktora časopisu Velehrad.
Ve volbách roku 1990 byl zvolen za OF do Sněmovny lidu (volební obvod Severomoravský kraj). Po rozkladu Občanského fóra přestoupil do poslaneckého klubu ODS. Za ODS obhájil mandát ve volbách roku 1992. Ve Federálním shromáždění setrval do zániku Československa. V květnu 1991 patřil mezi 15 zákonodárců, kteří natřeli podruhé narůžovo tank číslo 23 na pomníku sovětské armády na pražském Smíchově.
Na konci roku 1992 se stal prozatímním ředitelem ČTK. Ve funkci čelil sporům s některými zaměstnanci. Na postu setrval jen od září 1992 do června 1993.
Později byl poradcem prvního náměstka ministra obrany, od roku 1995 pracoval na ministerstvu školství, mládeže a tělovýchovy (zpočátku jako zástupce ředitele ekonomicko-správního odboru ve skupině vysokých škol, pak coby ředitel pro financování vědy a vysokého školství) a jako analytik Agentury Rady vysokých škol. V období let 2003–2007 byl kvestorem Vysoké školy chemicko-technologické. Od února 2008 zastával funkci ředitele Kanceláře Grantové agentury České republiky. Od července 2011 působí jako kvestor Univerzity Palackého v Olomouci.
Počátkem 21. století se uvádí jako předseda správní rady společnosti Americké vědecké informační středisko, o.p.s.